# Edgar Malmström
Edgar Teodor Malmström, född 25 juni 1895 i Stockholm, död 22 maj 1949 i Bromma, var en svensk tidningsredaktör och telegrambyråtjänsteman.
Edgar Malmström var son till plåtslagarmästaren Leonard Teodor Malmström. Han arbetade 1908–1910 som springpojke i Jarl Falks bokhandel i Stockholm och var därefter 1910–1911 kontorsbiträde hos Luth & Roséns elektriska AB. 1911–1915 var Malmström assistent vid Svenska Notisbyrån och 1915–1919 medarbetare vid Presscentralen som 1918 bytte namn till Nordiska Presscentralen. 1919 gick han över till Svenska Telegrambyrån men lämnade samma år bolaget för att gå över till Presstelegrambolaget. Malmström fortsatte samtidigt som han arbetade sina studier och avlade 1920 studentexamen som privatist. Malmström lämnade 1921 Presstelegrambolaget för att i stället bli journalist vid Svenska Dagbladet, där han kom att stanna under resten av sin yrkesverksamma tid. 1932 blev han redaktionssekreterare vid tidningen och 1941 redaktionschef där. Edgar Malmström är begravd på Bromma kyrkogård.